# Bradley Dredge

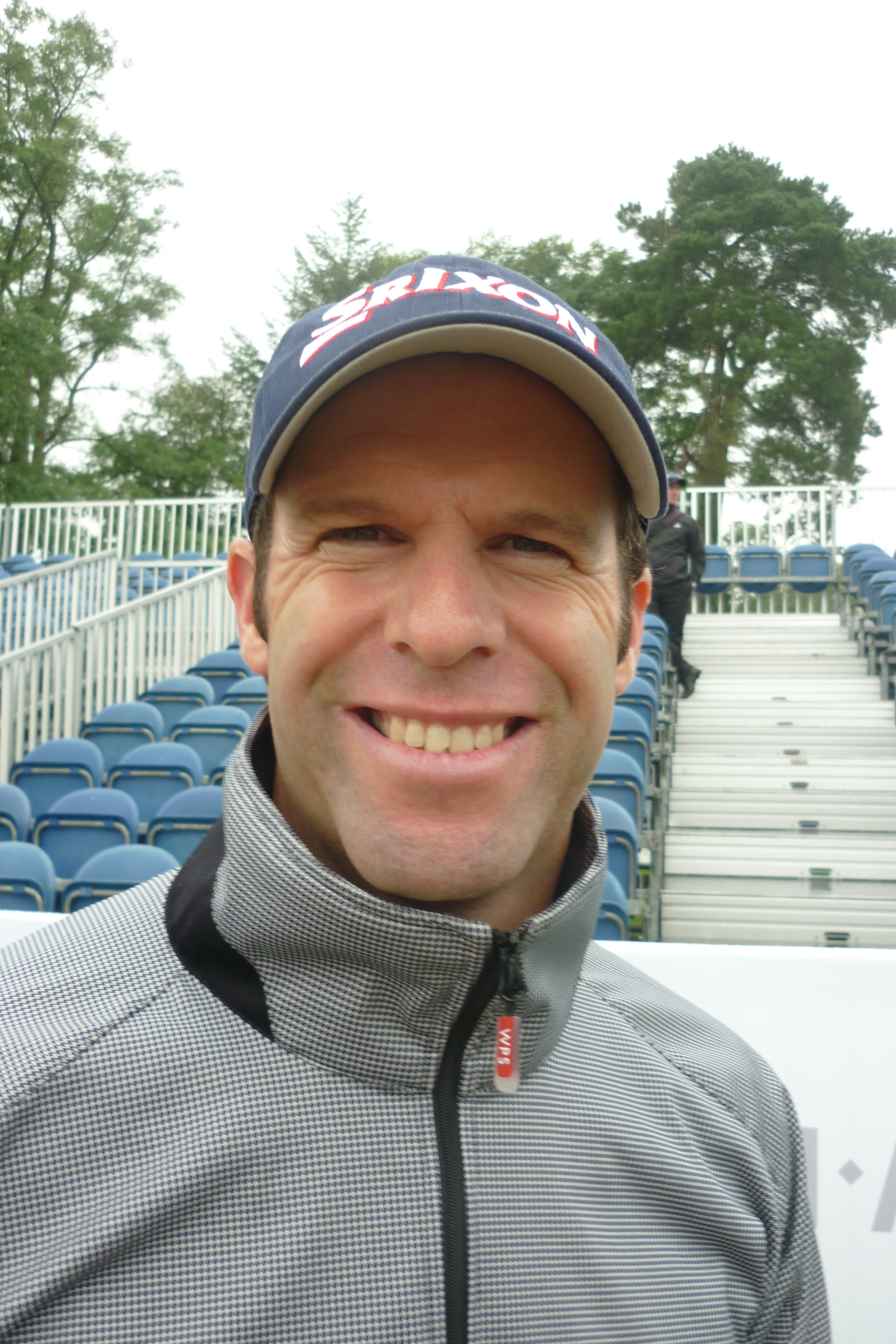
KLM Open.

Bradley Dredge (Tredegar, 6 juli 1973) is een golfprofessional uit Wales. 

## Amateur

### Gewonnen
- 1991: Welsh Boys Kampioenschap
- 1993: Welsh Amateur Kampioenschap

### Teams
- Jacques Leglise Trophy: 1991 (winnaars)
- Eisenhower Trophy (namens Wales): 1992
- Walker Cup (namens Groot-Brittannië & Ierland): 1993
- St Andrews Trophy: 1994 (winnaars)

Als succesvol amateur ging hij in 1995 voor de eerste keer naar de Tourschool. 

## Professional
Dredge werd in 1996 professional, en ging dat najaar voor de tweede keer naar de Tourschool, waar hij het goed genoeg deed om op de Challenge Tour (CT) te kunnen spelen.
Op de Challenge Tour won hij in 1997 het Klassis Open in Turkije en kwam mede daardoor op de 15de plaats van de Order of Merit, zodat hij een spelerskaart kreeg voor de Europese PGA Tour (ET) van 1998.  Hij verdiende daar niet genoeg om zijn kaart te behouden en was in 1999 weer terug op de Challenge Tour. Daar won hij de Is Molas Challenge. Met een 8ste plaats op de rangorde eind 1999 mocht hij weer terug naar de Europese Tour, waar hij sindsdien speelt.
In 2005 won hij met Steven Dodd de World Cup.

### Gewonnen

#### Challenge Tour
- 1997: Klassis Turkish Open
- 1999: Is Molas Challenge

#### Europese Tour
- 2003: Madeira Island Open
- 2006: Omega European Masters

### Teams
- World Cup (namens Wales): 2002, 2003, 2004, 2005 (winnaar met Stephen Dodd in Portugal0, 2007, 2008.
- Seve Trophy (namens Groot-Brittannië & Ierland): 2005 (winnaars), 2007 (winnaars)